# Paritamus alpinus
Paritamus alpinus är en tvåvingeart som först beskrevs av Johann Wilhelm Meigen 1820.  Paritamus alpinus ingår i släktet Paritamus och familjen rovflugor. Inga underarter finns listade i Catalogue of Life.